# Gerersdorf-Sulz
Gerersdorf-Sulz (en húngaro: Németszentgrót) es una ciudad localizada en el Distrito de Güssing, estado de Burgenland, Austria.
- Datos: Q664011
- Multimedia: Gerersdorf-Sulz / Q664011